# Grabkapelle Sachseln

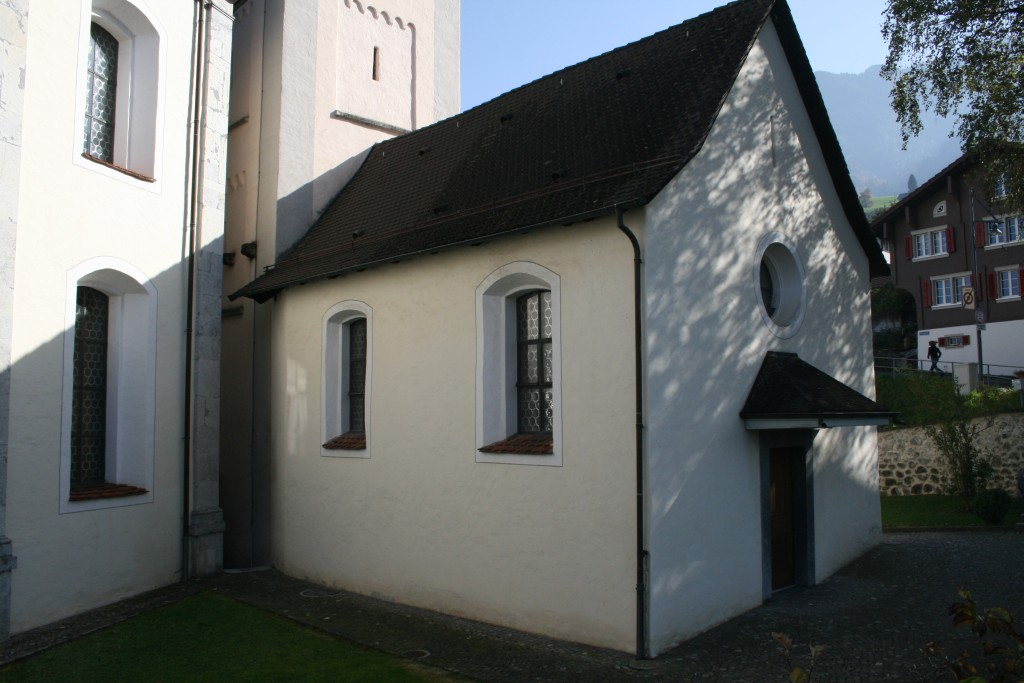
Grabkapelle

Die Grabkapelle in Sachseln beherbergt die ehemalige Grabstätte des Schweizer Heiligen Niklaus von Flüe, der als Bruder Klaus bekannt ist. Sie steht als Kulturgut von nationaler Bedeutung unter Denkmalschutz.

## Geschichte
Die alte Pfarrkirche von Sachseln geht mindestens auf das Jahr 1234 zurück. Niklaus von Flüe wurde nach seinem Tod (21. März 1487) an der rechten Aussenmauer dieser Kirche beigesetzt. Schon kurz darauf muss die Kirche mit zwei Seitenschiffen rechts und links derart erweitert worden sein, dass das Grab innerhalb der Kirche zu liegen kam. Das Grab wurde mit einer Sandsteinplatte mit Bruder Klausens Abbild abgedeckt. 1518 wurden die Gebeine von Bruder Klaus an der gleichen Stelle neu in einer erhöhten Steintumba beigesetzt und mit einer neuen Grabplatte abgedeckt, die von Konrad Lux geschaffen wurde. Die alte Grabplatte wurde als Unterlage für den neuen Eichensarg verwendet, ihre abgeschliffene Skulptur ist heute kaum mehr erkennbar.
Im Jahre 1600 baute der Pfarrer Jakob Sigerist, nachmaliger Abt des Klosters Engelberg, um das Bruder-Klausengrab eine Marienkapelle, wodurch ein freier Raum um die Tumba entstand. Um 1703 wurde an diese Kapelle ein Beinhaus gebaut und 1878 wurden beide Gebäude zur heutigen Grabkapelle verschmolzen.
Nachdem am 28. August 1679 der Eichensarg mit den Gebeinen von Bruder Klaus in die neue Pfarr- und Wallfahrtskirche überführt worden war, wurde ab 4. September 1679 die alte Pfarrkirche abgebrochen. Von ihr blieb nur die Grabkapelle und der untere Teil des Kirchturms übrig, an den die Grabkapelle angebaut ist.

## Situation
In der Kapelle befindet sich vorne links die Tumba von 1518, die wegen des heutigen erhöhten Bodenniveaus etwas versenkt erscheint. Links daneben hängt eine Vitrine mit getriebenen Silbervotiven aus dem 17. bis 19. Jahrhundert. Die Tumba, die von 1679 bis 1934 in der Kirche stand, dient als Altar der Kapelle. An der Ostseite ist ein gotischer Kruzifixus aus der Mitte des 14. Jahrhunderts aufgehängt. An den Seitenwänden ist ein Bruder-Klausen-Zyklus von Louis Niederberger aus dem 19. Jahrhundert angebracht. Die Rückseite ist mit einer Sammlung alter, farbig gemalter Votivtafeln verziert.

## Fotos

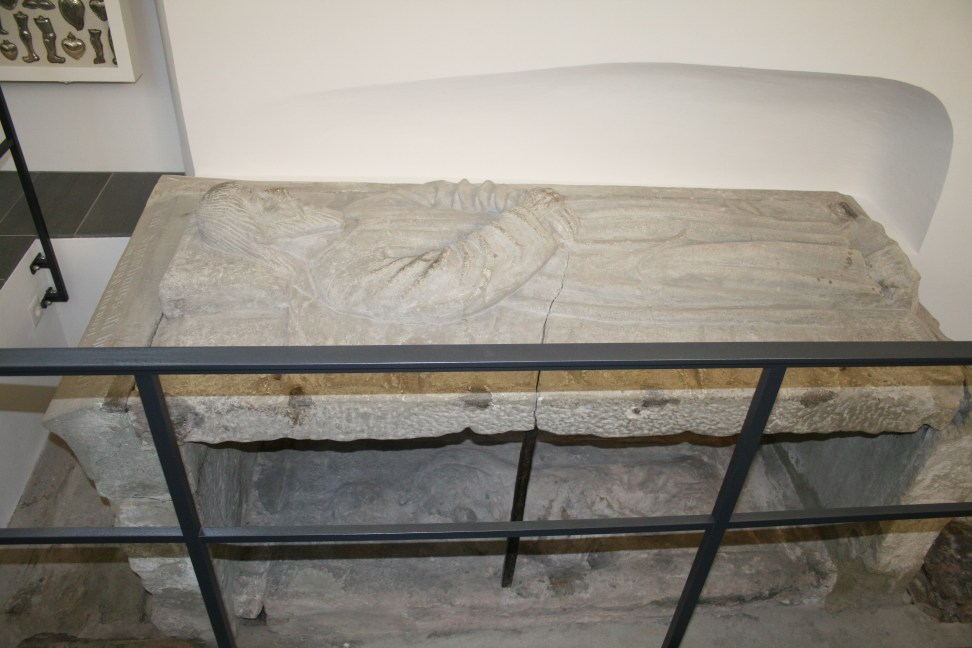
Grabplatte
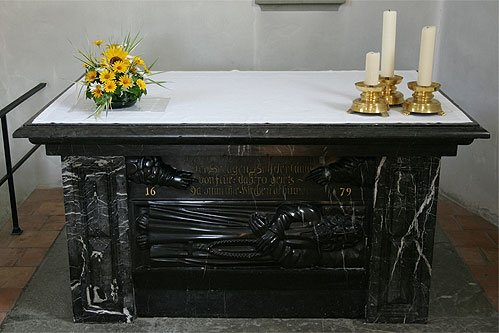
Altar
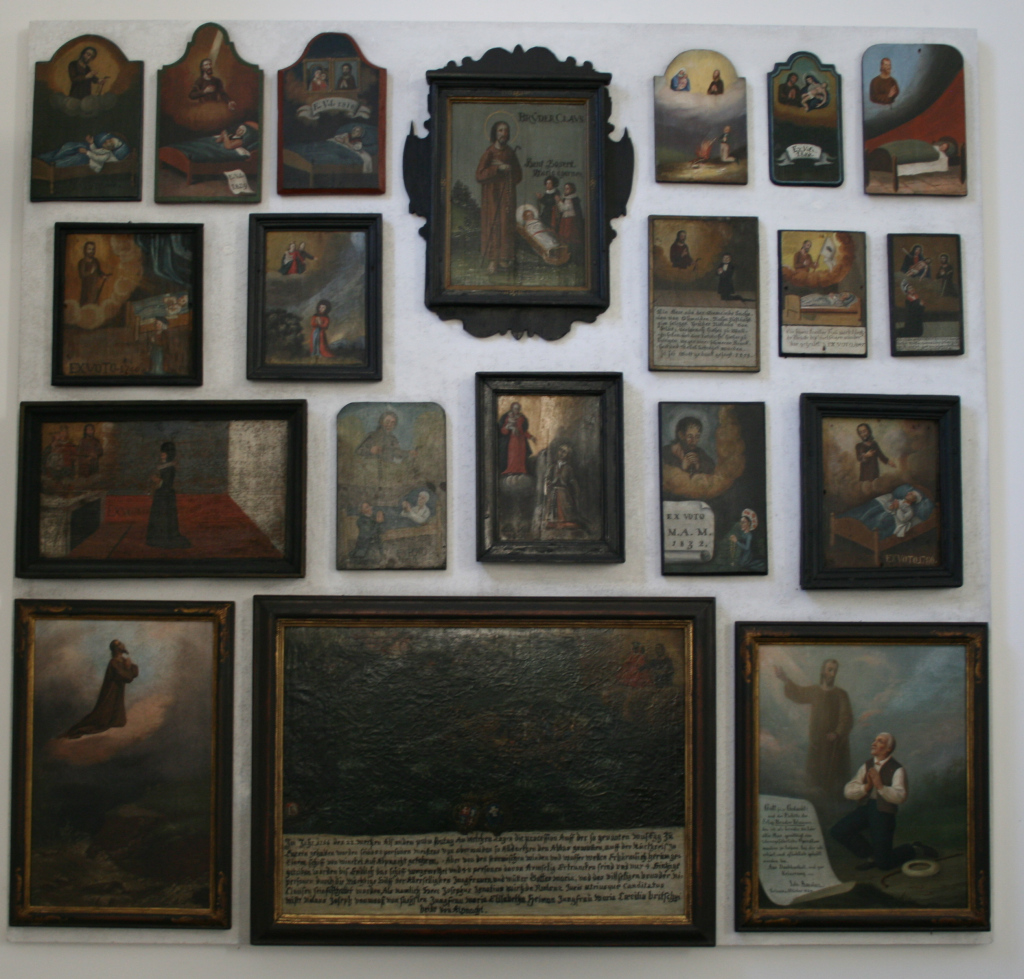
Votivtafeln
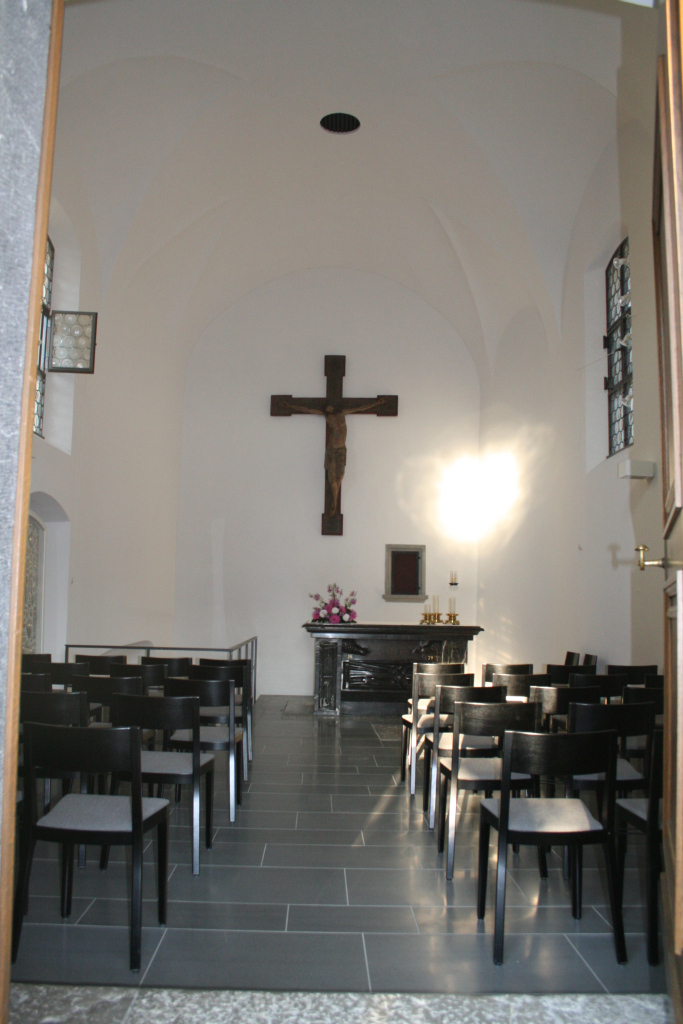
Gesamtansicht
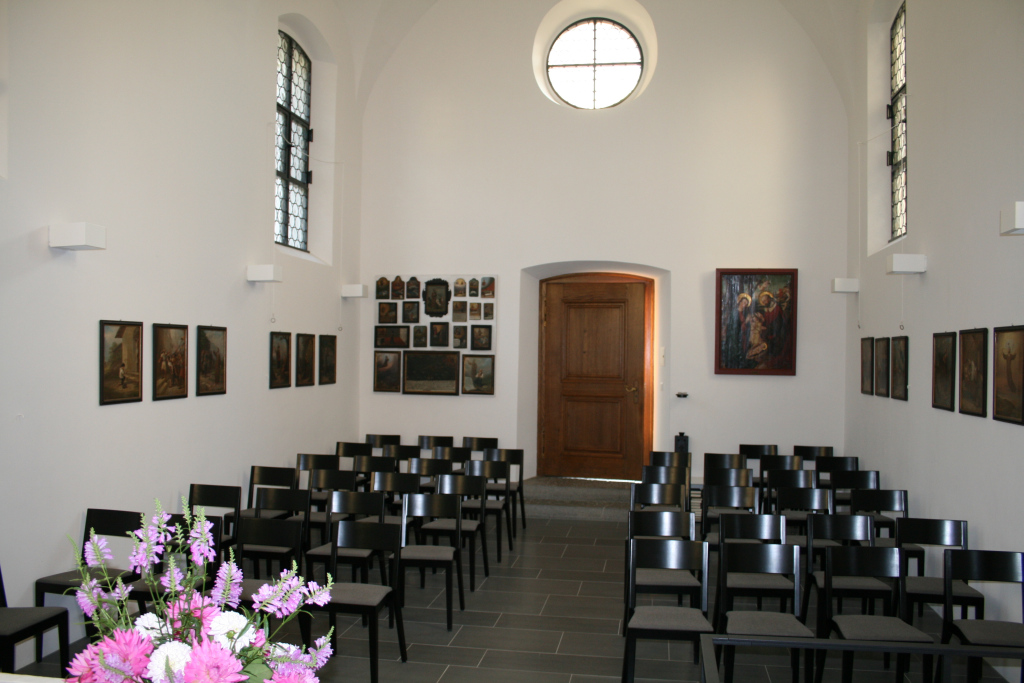
Rückseite